# Adrianna Kućmierz
Adrianna Maja Kućmierz (ur. 25 września 1990 w Krakowie) – polska aktorka teatralna i telewizyjna, wokalistka, songwriterka. Laureatka Grand Prix 51. Studenckiego Festiwalu Piosenki w Krakowie.

## Życiorys
Studia aktorskie ukończyła w 2014 r. na specjalności wokalno-aktorskiej (Wydział Aktorski) w PWST (obecnie AST) w Krakowie.
W latach 2015–2016 grała jedną z głównych ról w serialu TVN „Wesołowska i Mediatorzy”, a  następnie w latach 2019-2020 w serialu „Korona Królów”, wcielała się w rolę księżnej Anny Witoldowej. Zagrała również w takich produkcjach jak: „M jak miłość”, „Leśniczówka”, „Przyjaciółki”, „Singielka”, „Barwy Szczęścia” czy „Klan”.
Wydała utwór autorski z teledyskiem „Niech wybuchnie Wiosna” (we współpracy z Wojciechem Harasimowiczem; Poland On Air).
Z francuskim piosenkarzem François Martineau nagrała „Sous les reflets des feuilles d'ambre” – aranżację utworu „W żółtych płomieniach liści” Skaldów.
Do współpracy i wykonania swoich piosenek zaprosili ją także kompozytorzy Andrzej Zarycki i Adrian Konarski.

## Spektakle teatralne
- 2012: Mężczyzna, który pomylił swoją żonę z kapeluszem - Oliver Sacks, jako pacjentka i lekarka, reż. Krzysztof Globisz, Teatr PWST, Kraków[8]
- 2013: Niech no tylko zakwitną jabłonie - Agnieszka Osiecka, jako Buba i Zuzanna oraz asystent reżysera, reż. Wojciech Kościelniak, Teatr PWST, Kraków[8]
- 2013: Maskarada - M. Lermontow, jako dama dworu, reż. N. Kolada, Teatr im. J Słowackiego, Kraków[8]
- 2016-2017: Cyd - Pierre Corneille, jako Paź, reż. I. Alexandre, Teatr Polski, Warszawa[8]
- 2018-2020: Czarownice z Eastwick - J. Dempsey, jako Marcy, reż. Jacek Mikołajczyk, Teatr Syrena, Warszawa[8]
- 2018- : Rodzina Addamsów - A. Lippa, jako Pasterka, reż. J. Mikołajczyk, Teatr Syrena, Warszawa[8]
- 2019: Borys Godunow - A. Puszkin, jako polska szlachcianka, Dama dworu Carycy, Kobieta z ludu, reż. Peter Stein, Teatr Polski, Warszawa[8]
- 2022- : Piplaja - J. Drozda, jako Loda Halama,  reż. J. Drozda, Teatr Syrena, Warszawa[8]
- 2022- : Wanna Archimedesa - K. Jaślar i K. Kwiatkowska, jako Ciotka Grawitacja, Czarownica oraz Asystentka, reż. Krzysztof Jaślar, Teatr Capitol, Warszawa[9]
- 2023- : Razem czy osobno - K. Jaślar, jako Dziewczyna nr 2, reż. Krzysztof Jaślar, Teatr Capitol, Warszawa[9]

## Filmografia
- 2013: Traf (film fabularny krótkometrażowy), jako dziewczyna[2]
- 2015-2016: M jak miłość, jako instruktorka w szkole rodzenia oraz jako dziewczyna w siedlisku Anny (odc. 1119, 1142, 1260)[2]
- 2015: Singielka, jako dziewczyna ze szkoły (odc. 10)[2]
- 2015: Wesołowska i mediatorzy, jako mediatorka Asia (odc. 1-21)[2]
- 2015 Klan, jako Matylda nauczycielka muzyki (odc. 2806)[2]
- 2017: "Przyjaciółki, jako recepcjonistka w hotelu (odc. 100)[2]
- 2018: Barwy szczęścia, jako sekretarka wójta (odc. 1972)[2]
- 2019–2020: Korona królów, jako księżna Anna Witoldowa (odc. 267-402)[2]

## Słuchowiska radiowe
- 2012: Wesele - S. Wyspiański, jako Haneczka, reż. Andrzej Seweryn, Radio Kraków[10]
- 2019: Niespodzianka - K. H. Rostworowski, jako Zośka, reż. Łukasz Fijał, Radio Kraków[11]

## Audiobooki
- 2020: Pocztówki z Amsterdamu - Agnieszka Zakrzewska[12]
- 2020: Niebo nad Amsterdamem - Agnieszka Zakrzewska[12]

## Dyskografia
Albumy:
- 2022: Ada Kućmierz Stanę się ziemią - album z piosenkami autorskimi[13]

Single:
- 2022: "Stanę się ziemią" + teledysk[14]
- 2022: "Zbudziłeś" + teledysk[15]
- 2022: "Niech wybuchnie wiosna" + teledysk[4]
- 2022: "Happy New Year, World" + teledysk[16]
- 2021: "Pozwól mi proszę" + teledysk[17]
- 2020: "Dzika paproć" + teledysk[18]
- 2019: "Take me with you" + teledysk[19]